# Tito Chocano Olivera
Tito Guillermo Chocano Olivera (Inclán, 4 de enero de 1944 - ibídem, 22 de agosto del 2022) fue un empresario, ingeniero agrónomo y político peruano. Ejerció como presidente regional de Tacna desde enero del 2011 hasta diciembre del 2014 y como congresista de la república en 2 periodos. Además, fue alcalde de la provincia de Tacna en 3 ocasiones y alcalde del distrito de Inclán en 1983.

## Biografía
Nació en el distrito de Inclán, ubicado en el departamento de Tacna, el 4 de enero de 1944.
Realizó sus estudios primarios y secundarios en la Gran Unidad Escolar Coronel Bolognesi de la ciudad de Tacna. Luego cursó estudios técnicos de educación en la Escuela Normal de Tacna y estudios superiores de Ingeniería Agrónoma en la Universidad Nacional Agraria La Molina de la ciudad de Lima.

## Trayectoria política
Tito Chocano fue miembro del Partido Popular Cristiano fundado por Luis Bedoya Reyes.

### Alcalde de Inclán
Su participación política se inicia en las elecciones municipales de 1983, donde fue elegido alcalde del distrito de Inclán por el Partido Popular Cristiano para el periodo 1983-1986.
Para las elecciones generales de 1985, postuló a la Cámara de Diputados en representación de Tacna por la alianza Convergencia Democrática, sin tener éxito en la elección.

### Alcalde de Tacna
En 1986, Chocano fue elegido como alcalde de la provincia de Tacna por el PPC para el periodo municipal 1987-1989. Fue reelegido en el cargo por la Unión Independientes de Tacna para el periodo municipal 1989-1993.
En las elecciones de 1993, se integró a la alianza fujimorista Cambio 90 - Nueva Mayoría y postuló nuevamente a la alcaldía tacneña logrando un tercer mandato municipal. Sin embargo, Chocano luego terminó alejándose del fujimorismo tras sufrir persecuciones generadas por Vladimiro Montesinos.

### Congresista de la República
En las elecciones parlamentarias del año 2000, Chocano postuló al Congreso de la República como miembro invitado del partido Somos Perú y resultó electo con 39,801 votos, para el periodo parlamentario 2000-2005.
En el parlamento ejerció como presidente de la Comisión de Descentralización. Participó en las Marcha de los Cuatro Suyos encabezada por Alejandro Toledo contra el régimen dictatorial de Alberto Fujimori.
En noviembre del 2000, su cargo fue reducido hasta el 2001 tras la publicación de los Vladivideos, la renuncia de Alberto Fujimori a la presidencia de la república mediante un fax desde Japón y la asunción de Valentín Paniagua como presidente interino.
Postuló a la reelección en las elecciones del 2001 en representación de Tacna por la Alianza Unidad Nacional. Chocano resultó reelecto con 16,650 votos, para el periodo parlamentario 2001-2006.

### Presidente Regional de Tacna
Ante la llegada de las elecciones regionales del 2010, Chocano anunció su candidatura a la Presidencia Regional de Tacna por el partido Acción Popular y logró tener éxito en su candidatura para el mandato 2011-2016.
Se le atribuye haber ejecutado obras como la avenida Ex Circunvalación, óvalos y el terminal terrestre Manuel A. Odría.

## Controversias

### Sentencia en 2020
En el 2020, fue condenado a 3 años y 6 meses de prisión suspendida por el delito de negociación incompatible durante su gestión en el Gobierno Regional de Tacna por el pago de casi S/4.000.000 a una empresa.

## Fallecimiento
El 23 de agosto del 2022, Tito Chocano falleció a los 78 años en el hospital de EsSalud Daniel Alcides Carrión, ubicado en el distrito de Calana.